# Borsodnádasd
Borsodnádasd là một thành phố thuộc hạt Borsod-Abaúj-Zemplén, Hungary. Thành phố này có diện tích 28,07 km², dân số năm 2010 là 3108 người, mật độ 111 người/km².